# 津南村

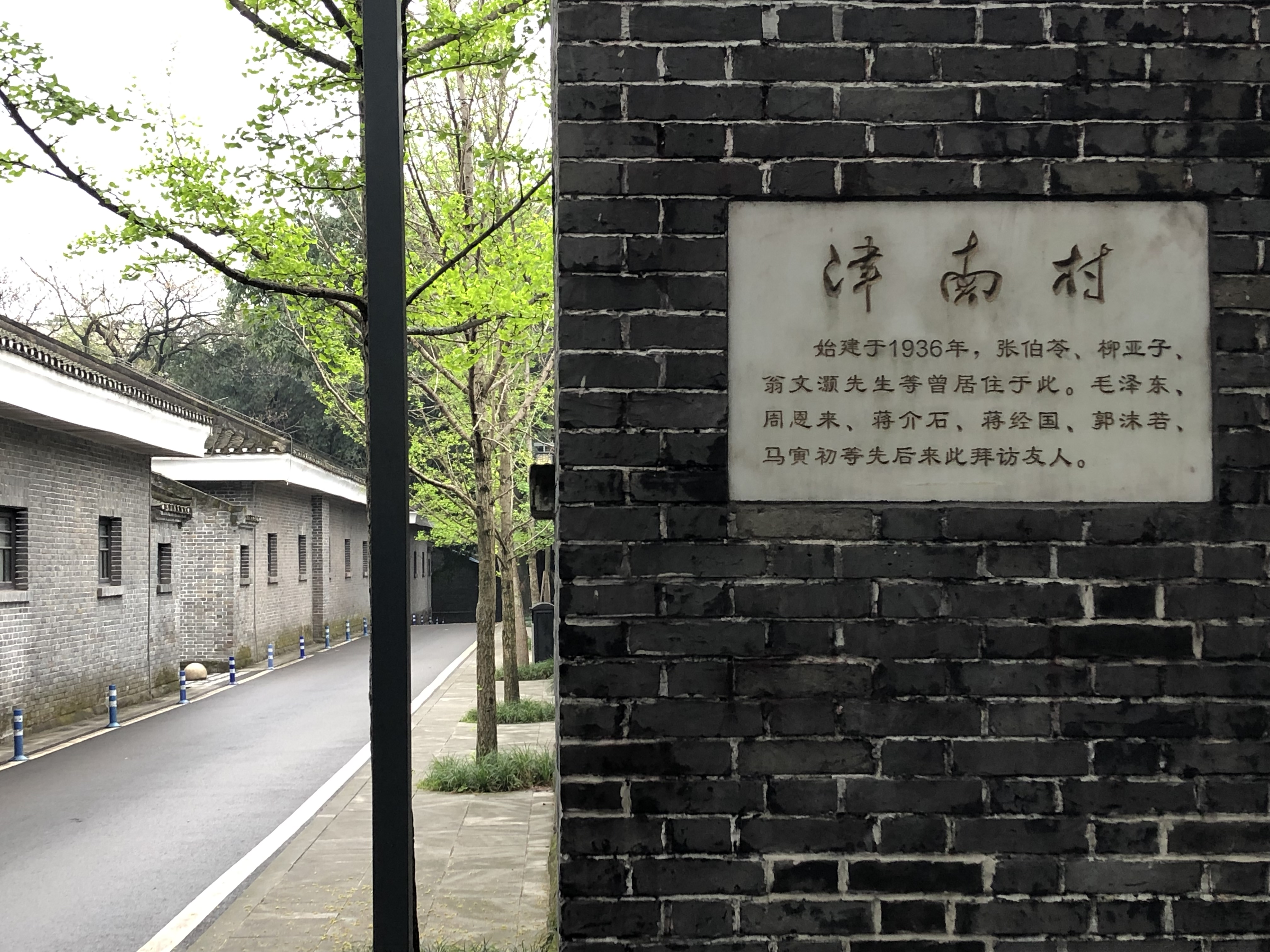
津南村铭牌

津南村是抗日战争时期部分从天津南迁至重庆的南开学者及重庆南开中学（南渝中学）教职工居住地。它始建于1936年，得名于“天津之南”的寓意，位于重庆市沙坪坝重庆南开中学内。2009年12月15日，津南村作为南开中学近代建筑群的一部分被重庆市人民政府列为“重庆市文物保护单位”。2015年9月，因津南村的历史渊源和位于天津市津南区的双重含义，南开大学将海河教育园内启用的新校区命名为“南开大学津南校区”。

## 历史

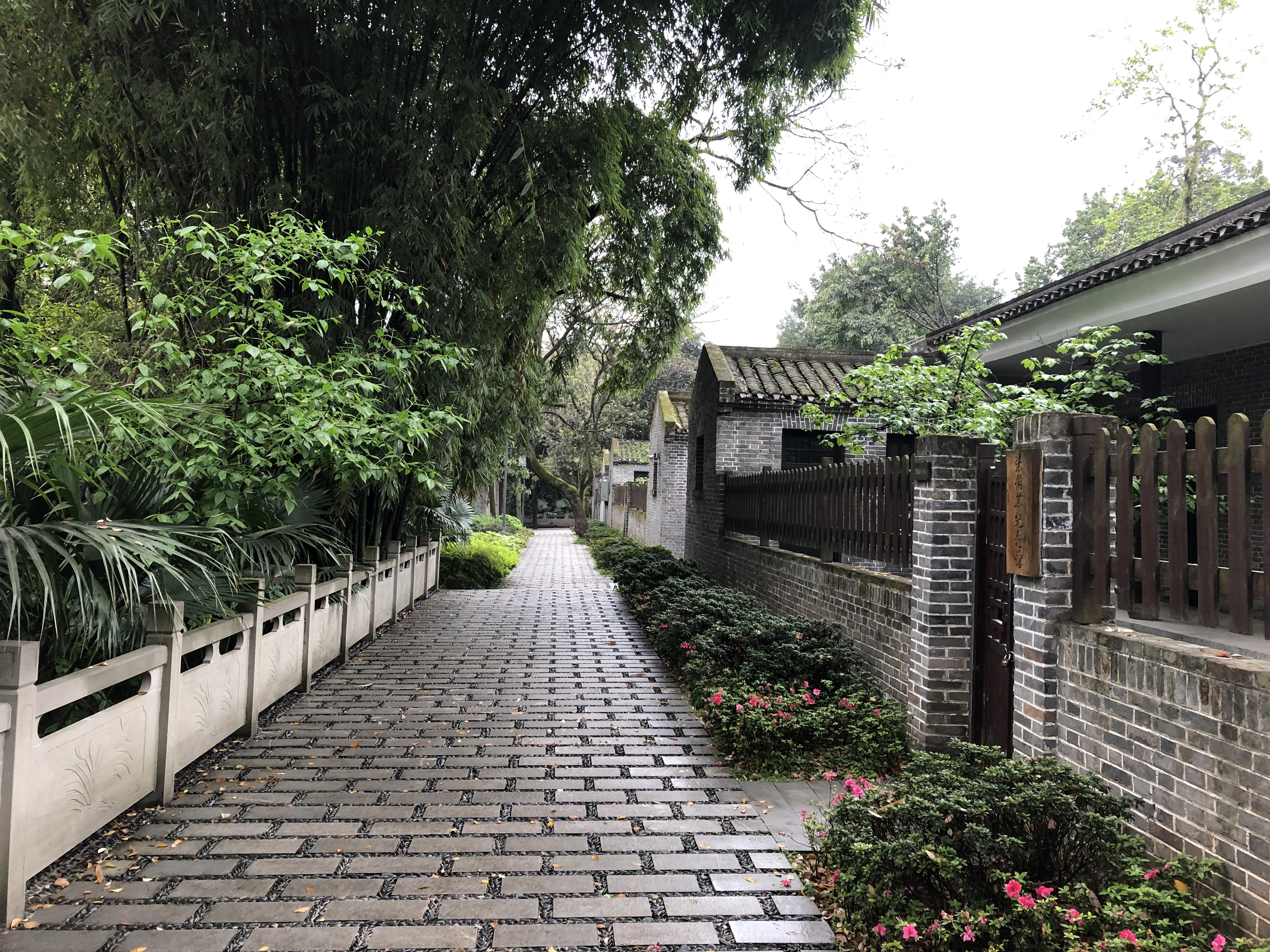
津南村街景

1935年11月，南开校长张伯苓应邀到四川参加禁烟委员会议并游历考察四川后，“深感津校事业，仅能维持现状，而川地教育，尚可积极发展”。考察后，张伯苓决定在重庆兴办一所中学，于是在重庆沙坪坝购置土地800亩，南开大学教授、天津南开中学教务长喻传鉴主持筹备工作并任校长。1936年8月，学校建成取名南渝中学。
津南村作为南渝中学的配套住宅区，1936年建成7栋建筑，1937年建成21栋建筑。抗日战争时期，南开学校校长张伯苓及马寅初、柳亚子等文化界名人和南开大学部分教授等人寓居于此，是当时文化教育界的社交活动中心。重庆谈判其间，中共方面领导人毛泽东、周恩来等曾多次到津南村看望张伯苓等人。1940年冬，周恩来曾在津南村23号楼王端驯家中，对部分南开校友作局势报告。战后，居住于此的南开学者返回天津复校，津南村一直作为重庆南开中学教职员工的宿舍，一度年久失修，部分房屋成为危房。
2009年12月15日，津南村作为南开中学近代建筑群的一部分被重庆市人民政府列为“重庆市文物保护单位”。2012年，重庆南开中学开始对津南村进行一期修缮。2016年，重庆南开中学建校80周年之际，张伯苓之孙张元龙、南开大学校长龚克、天津南开中学理事长孙海麟等为津南村二期工程竣工揭牌。

## 建筑风格

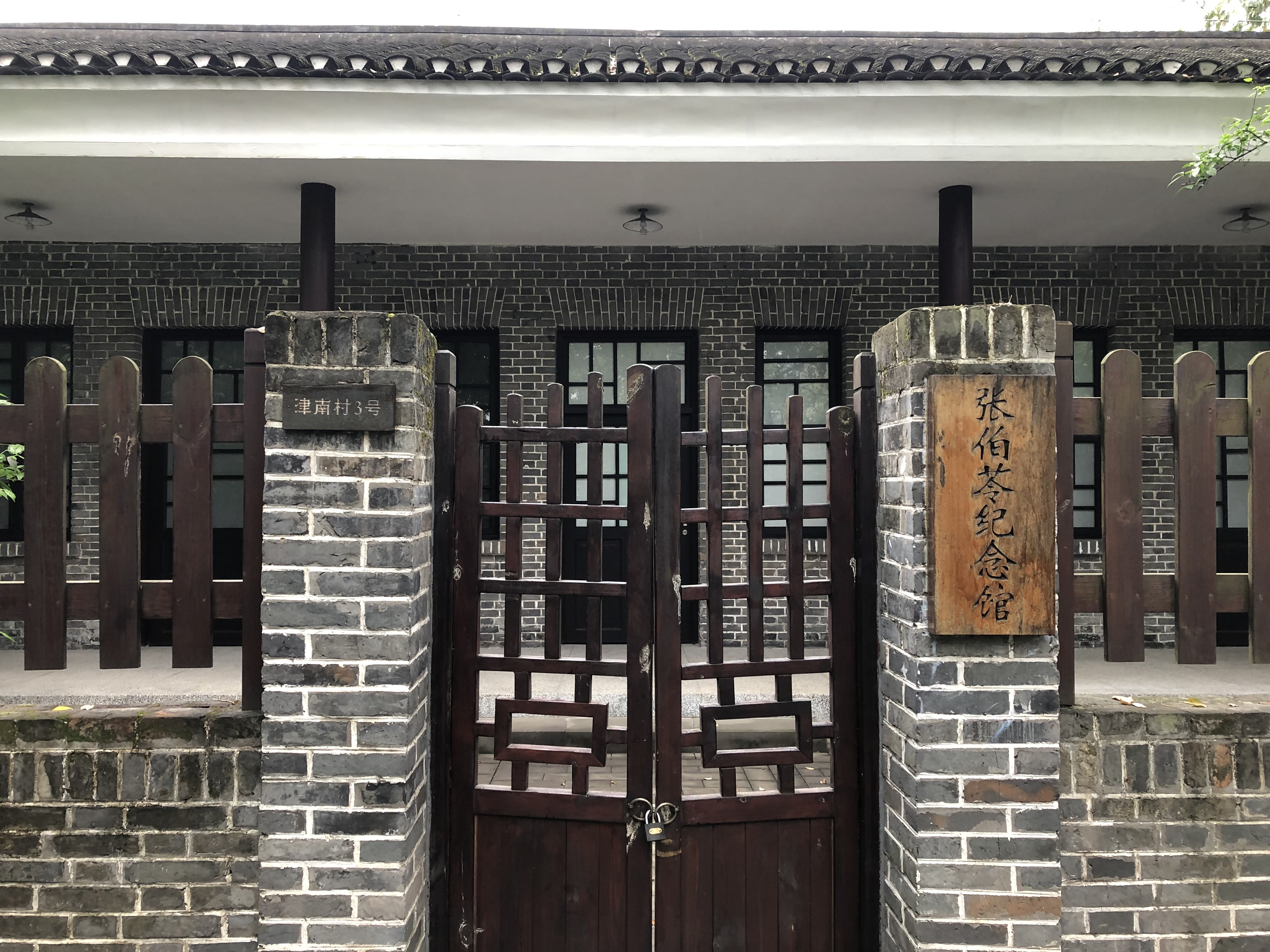
津南村3号，张伯苓故居，现为张伯苓纪念馆

津南村位于重庆南开中学校园西侧，总体布局采用了西式联排住宅布局形式，现状街巷格局为十字方格网，肌理特征富有规律性，街巷空间尺度宜人。津南村的建筑大部分为一层，少数为两层，均为砖木混合结构，平面采用中国北方传统合院民居的三合院布局方式，作为北方民居通过近代建筑技术在西南的“嫁接”，在中国西南地区较为少见，具有极高的建筑研究价值。

## 现状
津南村一度年久失修，部分院落成为危房。2009年，津南村被列入重庆市文物保护单位后，得到了保护。2012年、2016年，津南村先后得到两期修缮。津南村3号张伯苓故居现为张伯坤纪念馆，津南村4号现为南开校史陈列馆，津南村1号、2号、5号分别是重庆南开中学民乐、管乐、陶艺活动室，6号为南开文化展示中心。